# Cmentarz żydowski w Iłży
Cmentarz żydowski w Iłży – został założony w 1837. Ma powierzchnię 1,4 ha. Znajduje się przy ul. Kampanii Wrześniowej. Podczas II wojny światowej uległ dewastacji – Niemcy wyrwali nagrobki i wykorzystali je do utwardzania dróg. Zachowały się jedynie dwa nagrobki.
W latach 2002–2006 został uporządkowany staraniem potomków iłżeckich Żydów zamieszkałych w USA. 21 maja 2006 odsłonięto pomnik upamiętniający iłżeckich Żydów.